# Kreis Lübbecke
Der Kreis Lübbecke (1953–1969: Landkreis Lübbecke) war ein von 1832 bis 1972 bestehender Kreis in Ostwestfalen. Sein Vorläuferkreis war der Kreis Rahden. Der Kreis lag im Regierungsbezirk Minden der preußischen Provinz Westfalen, ab 1947 im nordrhein-westfälischen Regierungsbezirk Detmold. Sein Verwaltungssitz war Lübbecke. Der Kreis ging 1973 im Rahmen der nordrhein-westfälischen Gebietsreform im neu gegründeten Kreis Minden-Lübbecke auf. Eine inoffizielle Bezeichnung ist seit 1973 Altkreis Lübbecke.

## Geografie

### Lage

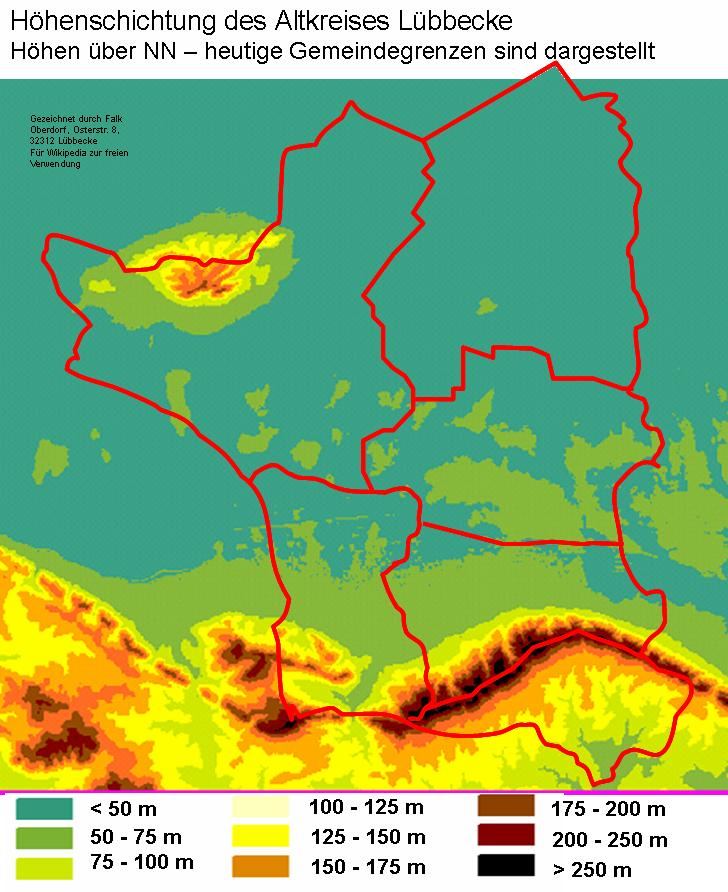
Topographie

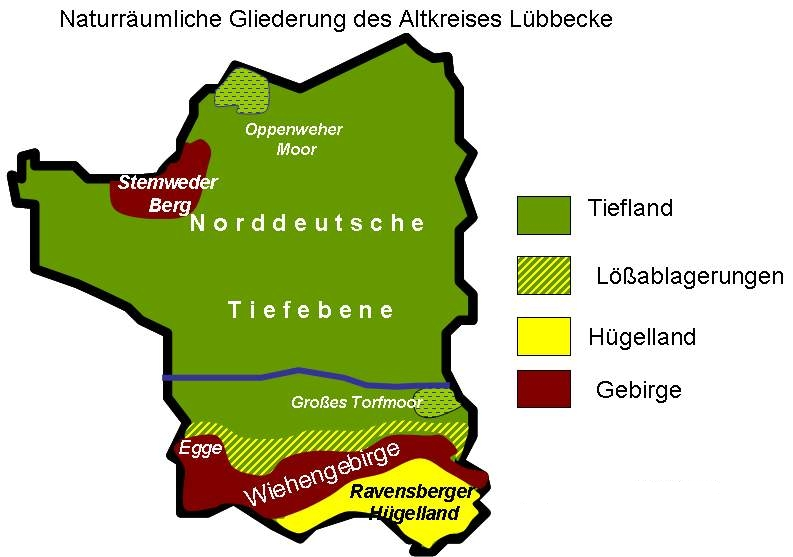
Landschaften

Der Kreis Lübbecke lag im Nordosten Nordrhein-Westfalens und im Norden Ostwestfalen-Lippes. Sein Gebiet lag größtenteils in der Norddeutschen Tiefebene und reichte im Süden bis zum Wiehengebirge. Südlich des Wiehengebirges hatte der Kreis ab 1832 Anteil am Ravensberger Hügelland. Ganz im Nordwesten des ehemaligen Kreisgebiets liegt der Stemweder Berg. Der Tiefebenenanteil des ehemaligen Kreisgebiets lässt sich einteilen in das Lübbecker Lößland als schmalen Saum fruchtbarer Böden entlang des Wiehengebirges sowie die Rahden-Diepenauer Geest weiter im Norden. Im Osten des Kreisgebiets liegt das Große Torfmoor.

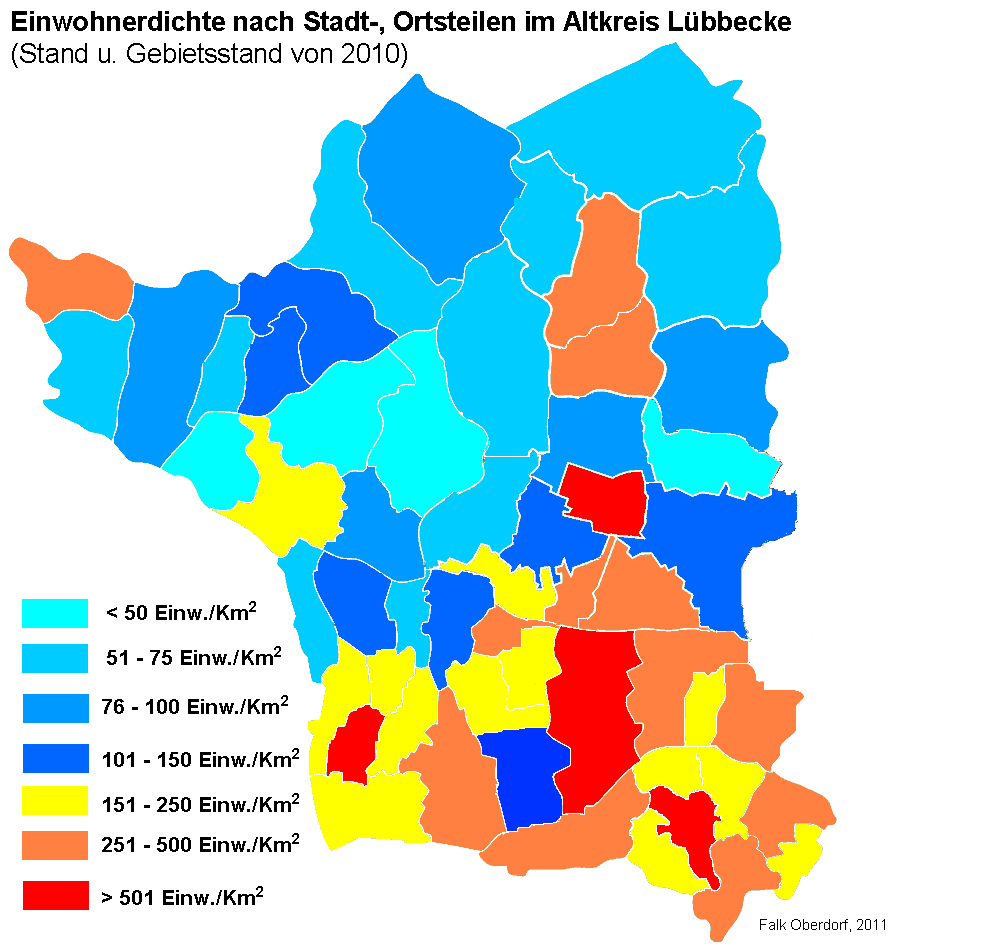
Bevölkerungsdichte im Altkreis Lübbecke (2010)

Der Mittellandkanal durchtrennte ab 1915 den Kreis in Ost-West-Richtung, wobei bis in die 1960er Jahre der Teil südlich des Kanals eher industriell, der Teil nördlich davon als eher landwirtschaftlich dominiert war. Der größte Teil der Fläche wird durch das Einzugsgebiet der Großen Aue sowie ihrer Nebenflüsse Kleine Aue und Großer Dieckfluss nach Norden zur Weser entwässert. Randbereiche gehören zum Einzugsgebiet der Bastau, der Hunte und der Werre. Aufgrund seiner geografischen Form und der starken landwirtschaftlichen Nutzung wurde der Nordteil auch als „grüne Krone Westfalens“ bezeichnet. Auf dem Gebiet des Kreises liegt der sogenannte NRW-Nordpunkt, der nördlichsten Punkt des Landes.
Bis in die 1960er Jahre galt der Teil südlich des Kanals als eher industriell, der Teil nördlich davon als eher landwirtschaftlich dominiert. Die drei nördlichen Kommunen Stemwede, Rahden und Espelkamp werden landläufig als Nordkreis bezeichnet. Die verbindende Klammer ist die hier noch stärker ausgeprägte Verflechtung mit Niedersachsen und auch die vergleichsweise niedrigere Bevölkerungsdichte.

### Angrenzende Gebiete
Der Kreis grenzte im Westen und im Norden zunächst an das Königreich Hannover, seit 1946 an Niedersachsen (Landkreise Melle und Wittlage (später: Landkreis Osnabrück) (Westen), Landkreis Grafschaft Diepholz (Norden), Landkreis Nienburg/Weser (Nordosten)). Im Osten lag der Kreis Minden. Im Süden grenzte der Kreis Lübbecke ab 1832 an den Kreis Herford (bis 1831 an den dann aufgelösten Kreis Bünde).

## Geschichte

### Zuordnung zu übergeordneten Gebietskörperschaften
Das Kreisgebiet gehörte bis 1806 zum preußischen Verwaltungsgebiet Minden-Ravensberg. Der nördliche und östliche Teil des späteren Kreises gehörten zum Fürstentum Minden (Amt Rahden und größte Teile des Amts Reineberg sowie die Stadt Lübbecke) und der südwestliche Teil gehörte zur Grafschaft Ravensberg (nördlicher Teil des Amts Limberg), die beide ab 1648 zu Brandenburg-Preußen gehörten.
In dem Frieden von Tilsit wurde das Gebiet von Preußen abgetrennt und zwischen 1807 und 1810 dem französisch beherrschten Königreichs Westphalen zugeordnet (Weser-Departement, Distrikt Minden). Zwischen 1811 und 1813 wurde das Gebiet vom Kaiserreich Frankreich annektiert (Departement Ober-Ems, Distrikt Minden). Das Gebiet erhielt eine Verwaltung nach französischem Vorbild und gliederte sich in mehrere Kantone. Nach der Rückeroberung durch Preußen gehörte es ab 1813 bis zur Gründung der preußischen Provinz Westfalen provisorisch zum Zivilgouvernement zwischen Weser und Rhein.

### Verwaltungsgeschichte

Lage des Kreises im Regierungsbezirk Minden 1816–1831

Nach der Neuordnung durch den Wiener Kongress wurde im Jahr 1816 durch eine preußische Verwaltungsreform der Kreis Rahden mit dem Sitz der Kreisverwaltung in Rahden im Regierungsbezirk Minden der Provinz Westfalen gegründet. Der Kreis war in die auch als Bürgermeistereien oder Kantone bezeichneten zehn Verwaltungsbezirke Alswede, Blasheim, Börninghausen, Dielingen, Holzhausen, Levern, Lübbecke, Oldendorf, Rahden und Wehdem gegliedert, deren Grenzen sich weitgehend an den elf Kirchspielen des Kreises orientierten:
Am 1. Januar 1832 wurde das Gebiet der Kirchspiele Hüllhorst (Ortschaften Ahlsen mit Reineberg, Büttendorf, Hüllhorst) und Schnathorst (Ortschaften Bröderhausen, Holsen, Schnathorst, Tengern) sowie das zum Kirchspiel Lübbecke gehörende Dorf Oberbauerschaft aus dem aufgelösten Kreis Bünde in den Kreis eingegliedert. Zum gleichen Zeitpunkt wurde Lübbecke Kreisstadt und der Kreis entsprechend umbenannt. Das Amt des Landrats übte Adolf von der Horst jedoch noch bis 1870 von der Ellerburg aus. Der Kreis Lübbecke gliederte sich nun in acht Verwaltungsbezirke mit zwei Städten und 46 weiteren Ortschaften:
| Kreis Rahden (1821)  | Kreis Rahden (1821) | Kreis Rahden (1821)                                                                 | Kreis Lübbecke (1833) |
| Verwaltungs- bezirk1 | Kirchspiel          | Gemeinden2                                                                          | Gemeinden |
| -------------------- | ------------------- | ----------------------------------------------------------------------------------- | --- |
| Lübbecke             | Lübbecke4           | Lübbecke (Stadt)                                                                    | Ahlsen mit Reineberg, Blasheim, Bröderhausen, Büttendorf, Frotheim, Gehlenbeck, Holsen, Hüllhorst, Isenstedt, Lübbecke (Stadt), Nettelstedt, Oberbauerschaft, Obermehnen, Schnathorst, Stockhausen, Tengern |
| Lübbecke             | Gehlenbeck          | Gehlenbeck, Nettelstedt, Isenstedt, Frotheim                                        | Ahlsen mit Reineberg, Blasheim, Bröderhausen, Büttendorf, Frotheim, Gehlenbeck, Holsen, Hüllhorst, Isenstedt, Lübbecke (Stadt), Nettelstedt, Oberbauerschaft, Obermehnen, Schnathorst, Stockhausen, Tengern |
| Blasheim             | Blasheim            | Blasheim, Obermehnen, Stockhausen                                                   | |
| Alswede              | Alswede             | Alswede, Fabbenstedt, Hedem, Lashorst, Vehlage                                      | Alswede, Fabbenstedt, Hedem, Lashorst, Vehlage |
| Holzhausen           | Holzhausen          | Heddinghausen, Holzhausen                                                           | Heddinghausen, Holzhausen |
| Börninghausen        | Börninghausen       | Börninghausen, Eininghausen                                                         | |
| Oldendorf            | Oldendorf           | Engershausen, Getmold, Harlinghausen, Oldendorf (Stadt), Offelten, Schröttinghausen | Börninghausen, Eininghausen, Engershausen, Getmold, Harlinghausen, Offelten, Oldendorf (Stadt), Schröttinghausen                                                                                            |
| Rahden               | Rahden              | Großendorf mit Rahden, Kleinendorf, Ströhen, Varl, Wehe                             | Großendorf mit Rahden, Kleinendorf, Ströhen, Varl, Wehe |
| Levern               | Levern              | Destel, Levern, Niedermehnen, Sundern                                               | Destel, Levern, Niedermehnen, Sundern |
| Dielingen            | Dielingen3          | Arrenkamp, Dielingen, Drohne, Haldem                                                | Arrenkamp, Dielingen, Drohne, Haldem |
| Wehdem               | Wehdem              | Oppendorf, Oppenwehe, Wehdem, Westrup                                               | Oppendorf, Oppenwehe, Wehdem, Westrup |

1 zum Teil auch als Kantone oder Bürgermeistereien bezeichnet

2 häufig auch als Bauerschaften bezeichnet

3 Außerdem gehört bis heute der Ort Stemshorn zum Kirchspiel Dielingen, der jedoch politisch zum Königreich Hannover gehörte und nun zu Niedersachsen zählt.

4 Zum Kirchspiel Lübbecke gehörte auch die Ortschaft Oberbauerschaft im Kreis Bünde.
Im Rahmen der Einführung der Landgemeinde-Ordnung für die Provinz Westfalen wurde 1843 der Kreis in elf Ämter eingeteilt. Die Stadt Lübbecke blieb amtsfrei. Bei der Einrichtung der Ämter orientierte man sich an den bestehenden Verwaltungsbezirken und Kirchspielen. Gleichzeitig erhielten alle Orte, die für ihre Kommunalbedürfnisse einen eigenen Haushalt führten, den Status einer (Land-)Gemeinde. Orte im Kreis Lübbecke, die in diesem Zusammenhang keinen Gemeindestatus erhielten, sondern größeren Gemeinden zugeordnet wurden, waren unter anderem Eininghausen, Heddinghausen, Obermehnen und Stockhausen. Neben den Gemeinden wurden im Kreis Lübbecke auch fünf Gutsbezirke eingerichtet. Zum 1. Januar 1849 wurde Sielhorst von Varl abgetrennt und bildete eine weitere Gemeinde im Amt Rahden. 1850 gliederte sich der Kreis Lübbecke in die amtsfreie Stadt Lübbecke sowie 44 amtsangehörige Gemeinden und fünf Gutsbezirke in elf Ämtern.
Die beiden 1843 eingerichteten Ämter Dielingen und Wehdem wurden von Anfang an in Personalunion vom Dielinger Amtmann verwaltet und in den 1860er Jahren auch formal zu einem Amt mit Sitz in Dielingen zusammengeschlossen. 1936 wurde das Amt in Amt Dielingen-Wehdem umbenannt.
Die Ämter Blasheim, Börninghausen und Holzhausen wurden seit 1843 vom Amtmann des Amtes Oldendorf in Personalunion mitverwaltet. 1890 wurden sie auch formal in das Amt Oldendorf eingegliedert. Das Amt Schnathorst wurde zwischen 1866 und 1871 in Amt Hüllhorst umbenannt.

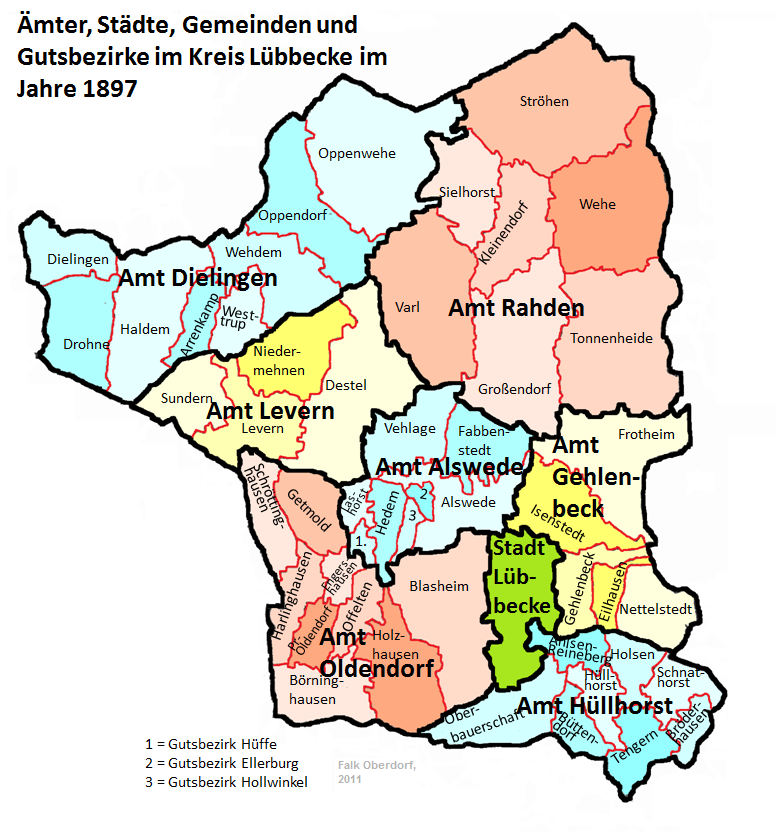
Kommunale Gliederung Ende des 19. Jahrhunderts

Am 1. Mai 1858 wurde Tonnenheide von Wehe abgetrennt und bildete eine Gemeinde im Amt Rahden. 1867 wurde im Amt Gehlenbeck die Gemeinde Eilhausen durch Ausgliederung aus Gehlenbeck gebildet.
Oldendorf nahm die Landgemeindeordnung an und wurde im 19. Jahrhundert als Titularstadt geführt (1871 als Flecken). 1905 erhielt Oldendorf den Namenszusatz „Preußisch“, um 1910 ebenfalls die Gemeinde Ströhen. 1906 wurde die Gemeinde Huchzen durch Ausgliederung aus Tengern im Amt Hüllhorst neugebildet. Am 1. April 1910 wurde Großendorf in die beiden Gemeinden Espelkamp und Rahden aufgeteilt. Die fünf Gutsbezirke wurden am 30. September 1928 aufgelöst. Benkhausen und Ellerburg wurden in die Gemeinde Alswede eingemeindet, Hollwinkel in die Gemeinde Hedem, Hüffe in die Gemeinde Lashorst und der Gutsbezirk Haldem in die gleichnamige Gemeinde. Am 1. April 1936 wurde im Amt Levern die Gemeinde Twiehausen durch Ausgliederung aus Destel gebildet.
Der Kreis Lübbecke war eine Hochburg der Nationalsozialisten. Bei der Reichstagswahl am 31. Juli 1932 erreichte die NSDAP einen Stimmenanteil von über 60 %. Espelkamp entwickelte sich ab etwa 1938 verhältnismäßig rasant. Grundstein für diese Entwicklung bildete der Aufbau der Heeres-Munitionsanstalt Lübbecke 1938/1939. Am 4. April 1945 erreichten englische und kanadische Truppen den Kreis. Der Krieg war damit im Kreisgebiet beendet. Das Gebiet lag nach dem Krieg vollständig in der Britischen Besatzungszone. Die britischen Besatzer hatten ihr Hauptquartier zunächst in Bad Oeynhausen und quartierten sich daher auch lange Zeit in der Kreisstadt Lübbecke ein.
Von 1953 bis 1969 trug der Kreis die Bezeichnung „Landkreis Lübbecke“.
1946 wurde der Regierungsbezirk Minden und damit der Landkreis Lübbecke Teil des neuen Landes Nordrhein-Westfalen. Durch den Beitritt des Landes Lippe zum Land Nordrhein-Westfalen im Jahr 1947 (1948 formal vollzogen) wurde der Regierungsbezirk Minden 1947 um die lippischen Gebiete vergrößert. Dem nun nach dem neuen Verwaltungssitz als Regierungsbezirk Detmold bezeichneten Bezirk (kurzzeitig und anfänglich als „Regierungsbezirk Minden-Lippe“ bezeichnet) gehörte der Kreis Lübbecke bis zu seiner Auflösung an.
Espelkamp setzte auch nach dem Krieg und dem Ende der Munitionsanstalt seinen Weg zur dritten Stadt des Kreises Lübbecke fort, da in die zunächst leerstehenden Baracken der Munitionsanstalt die Einquartierung vieler Vertriebener erfolgte. Espelkamp erhielt 1959 Stadtrechte und wurde 1966 amtsfrei.
Ab 1. Oktober 1969 wurde der Landkreis Lübbecke wieder Kreis Lübbecke genannt.
Der Kreis Lübbecke gliederte sich zuletzt (1972) in zwei amtsfreie Städte sowie 48 amtsangehörige Gemeinden in sieben Ämtern.

1816: Kreis Rahden (gestrichelte Linien: Grenzverlauf nicht genau bekannt)
1832: Eingliederung von Oberbauerschaft und den Kirchspielen Hüllhorst und Schnathorst
1843: Ämter werden eingerichtet
Bis 1858: Reduzierung der Anzahl der Ämter
Gliederung nach Ausgliederung Twiehausen (1936)
1966: Espelkamp wird amtsfreie Stadt

| Amt                             | Gemeinden und Gutsbezirke 1850 | Gemeinden 1972 |
| ------------------------------- | --- | --- |
| amtsfreie Stadt                 | Lübbecke | Espelkamp, Lübbecke |
| Gehlenbeck                      | Frotheim, Gehlenbeck, Isenstedt, Nettelstedt                                                                                         | Eilhausen, Frotheim, Gehlenbeck, Isenstedt, Nettelstedt                                                                            |
| Schnathorst, ab 1849: Hüllhorst | Ahlsen-Reineberg, Bröderhausen, Büttendorf, Holsen, Hüllhorst, Oberbauerschaft, Schnathorst, Tengern                                 | Ahlsen-Reineberg, Bröderhausen, Büttendorf, Holsen, Huchzen, Hüllhorst, Oberbauerschaft, Schnathorst, Tengern                      |
| Alswede                         | Alswede, Gutsbezirk Benkhausen, Gutsbezirk Ellerburg, Fabbenstedt, Hedem, Gutsbezirk Hollwinkel, Gutsbezirk Hüffe, Lashorst, Vehlage | Alswede, Fabbenstedt, Hedem, Lashorst, Vehlage                                                                                     |
| Blasheim (bis 1890)             | Blasheim | |
| Börninghausen (bis 1890)        | Börninghausen | |
| Holzhausen (bis 1890)           | Holzhausen | |
| Oldendorf                       | Engershausen, Getmold, Harlinghausen, Oldendorf, Offelten, Schröttinghausen                                                          | Blasheim, Börninghausen, Engershausen, Getmold, Harlinghausen, Holzhausen, Offelten, Preußisch Oldendorf (Stadt), Schröttinghausen |
| Amt Rahden                      | Großendorf, Kleinendorf, Sielhorst, Ströhen, Varl, Wehe                                                                              | Kleinendorf, Preußisch Ströhen, Rahden, Sielhorst, Tonnenheide, Varl, Wehe                                                         |
| Levern                          | Destel, Levern, Niedermehnen, Sundern                                                                                                | Destel, Levern, Niedermehnen, Sundern, Twiehausen                                                                                  |
| Dielingen (bis 1936)            | Arrenkamp, Dielingen, Drohne, Haldem, Gutsbezirk Haldem                                                                              | |
| Wehdem (bis 1936)               | Oppendorf, Oppenwehe, Wehdem, Westrup                                                                                                | |
| Dielingen-Wehdem                | | Arrenkamp, Dielingen, Drohne, Haldem, Oppendorf, Oppenwehe, Wehdem, Westrup                                                        |

### Maßnahmen und Planungen im Zuge der Gebietsreform

#### Neuzuschnitt des Kreisgebiets
Im Rahmen der nordrhein-westfälischen Gebietsreform wurde der Kreis im Zuge der Umsetzung des „Gesetzes zur Neugliederung der Gemeinden und Kreise des Neugliederungsraumes Bielefeld (Bielefeld-Gesetz)“ am 1. Januar 1973 mit dem Kreis Minden zum Kreis Minden-Lübbecke vereinigt. Ebenfalls durch dieses Gesetz festgelegt wurde der Zusammenschluss der Städte und Gemeinden des Kreises zu den sechs Städten und Gemeinden Espelkamp, Hüllhorst, Lübbecke, Preußisch Oldendorf, Rahden und Stemwede.
Die Zusammenlegung mit dem Kreis Minden wurde vom Lübbecker Kreistag heftig bekämpft. Durch den Kreis Lübbecke wurden Gegenvorschläge erarbeitet:
Zunächst gab es die Auffassung, dass es überhaupt kein Erfordernis gäbe, den Kreis Lübbecke aufzulösen. Ein Vorschlag der s. g. ersten Variante sah vor, die Kreise Lübbecke und Minden so zu belassen und nur den Landkreis Herford mit der kreisfreien Stadt Herford zu vereinen.
Auch stritt man für einen durch Teile der Kreise Minden und Herford vergrößerten „Wiehengebirgskreis“ mit Sitz in Lübbecke.
Als dieser Vorschlag auf wenig Gegenliebe bei der Landesregierung stieß, favorisierte man die Schaffung eines Großkreises „Minden-Ravensberg“, der die heutigen Kreise Minden-Lübbecke und Herford umfasst und der wirtschaftlichen und historischen Verflechtung im Bereich der Ravensberger Mulde Rechnung getragen hätte. Einige Zeit galt dieser Großkreis als aussichtsreicher Kandidat: Nachdem der Gesetzentwurf mit der Dreier-Lösung Minden-Lübbecke-Herford die erste Lesung im Düsseldorfer Landtag überstanden hatte, wurde dann befürchtet, dass ein Großkreis Minden-Ravensberg mit über 500.000 Einwohnern zu einem Präzedenzfall für den Zuschnitt anderer Kreise werden könnte.
Im Kreis Minden war die Lage verworrener. Hier plädierten CDU und FDP für einen Zusammenschluss der Kreise Lübbecke und Minden, während die SPD den Großkreis Minden-Ravensberg favorisierte.
In der zweiten Lesung im Landtag wurde deutlich, dass der Großkreis keine Chance mehr haben würde. Es kam dann somit zu der wenig gewünschten „Minden-Lübbecke-Lösung.“ Dass der neue Kreis auch „Lübbecke“ im Namen trägt, geht auf einen Fehler des Düsseldorfer Landtages zurück, der die ursprüngliche reine Arbeitsbezeichnung irrtümlich im Bielefeld-Gesetz für den neuen Kreis festlegte. Immerhin hat dieser Doppelname zur Folge, dass auch die Bewohner des Altkreises Lübbecke sich mehr und mehr mit dem neuen Kreis identifizieren können.

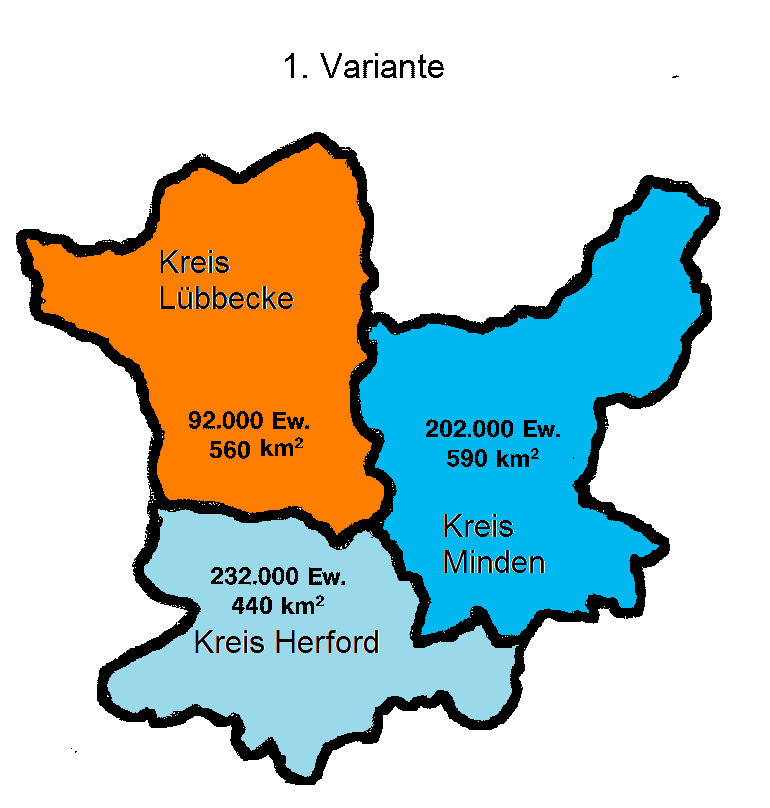
Variante 1: Beibehaltung des Status quo für den Kreis Lübbecke
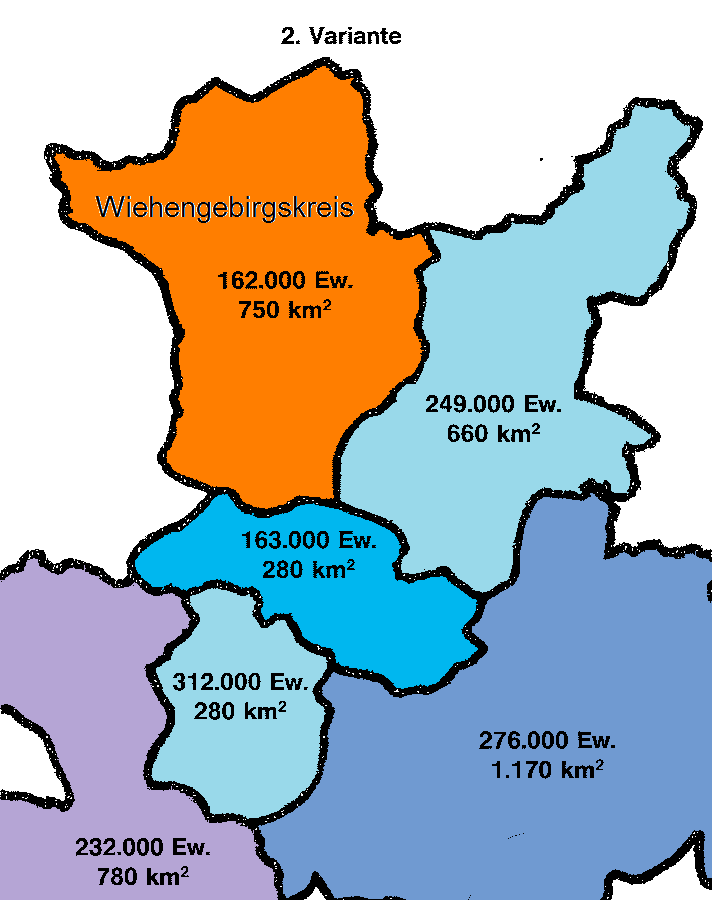
Variante 2: Bildung eines „Wiehengebirgskreises“
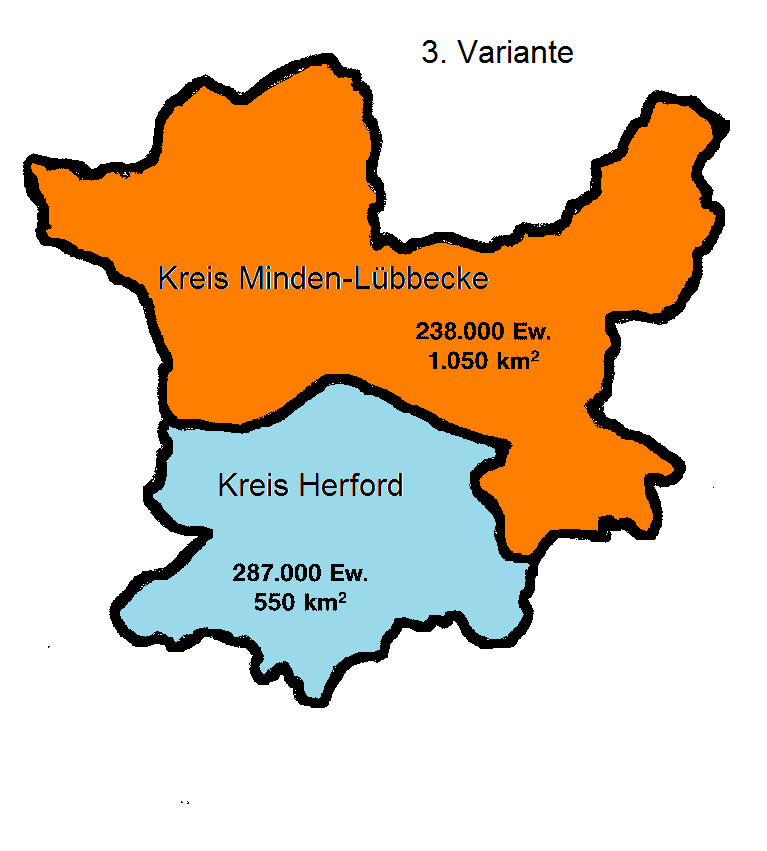
Variante 3: Vereinigung der Kreise Minden und Lübbecke ohne die meisten Gebiete südlich des Wiehengebirges (zum Kreis Herford)
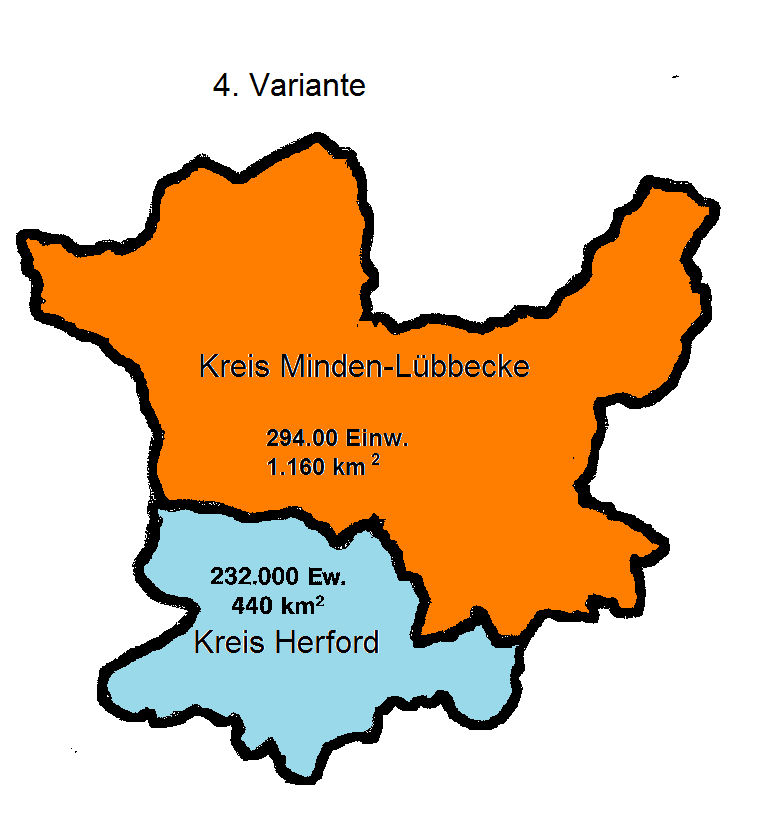
Variante 4: Vereinigung der Kreis Minden und Lübbecke (verwirklicht)
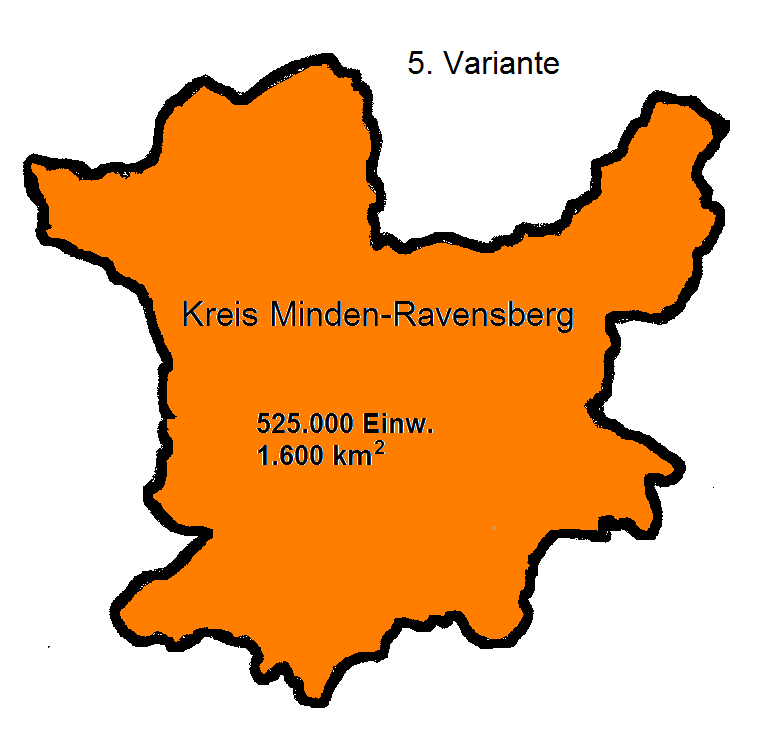
Variante 5: Großkreis Minden-Ravensberg

#### Neuzuschnitt der Gemeinden

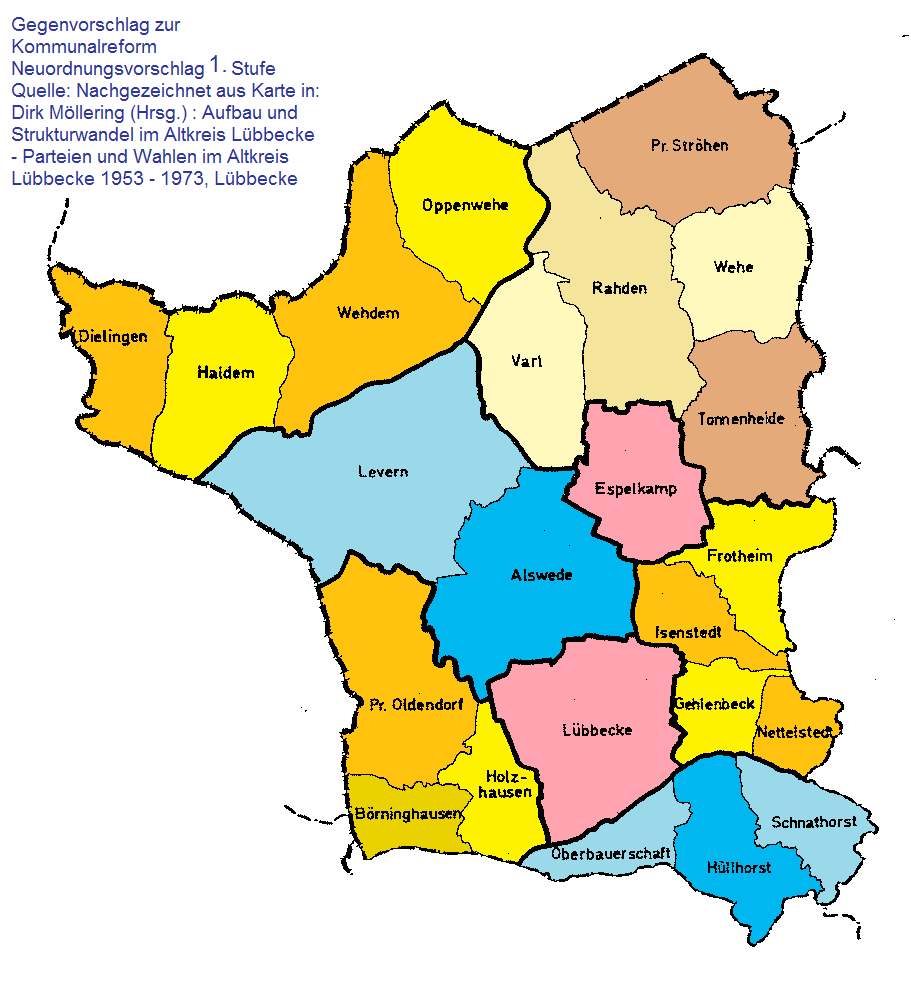
Vorschlag des Kreises Lübbecke zur kommunalen Gebietsreform: 1. Stufe

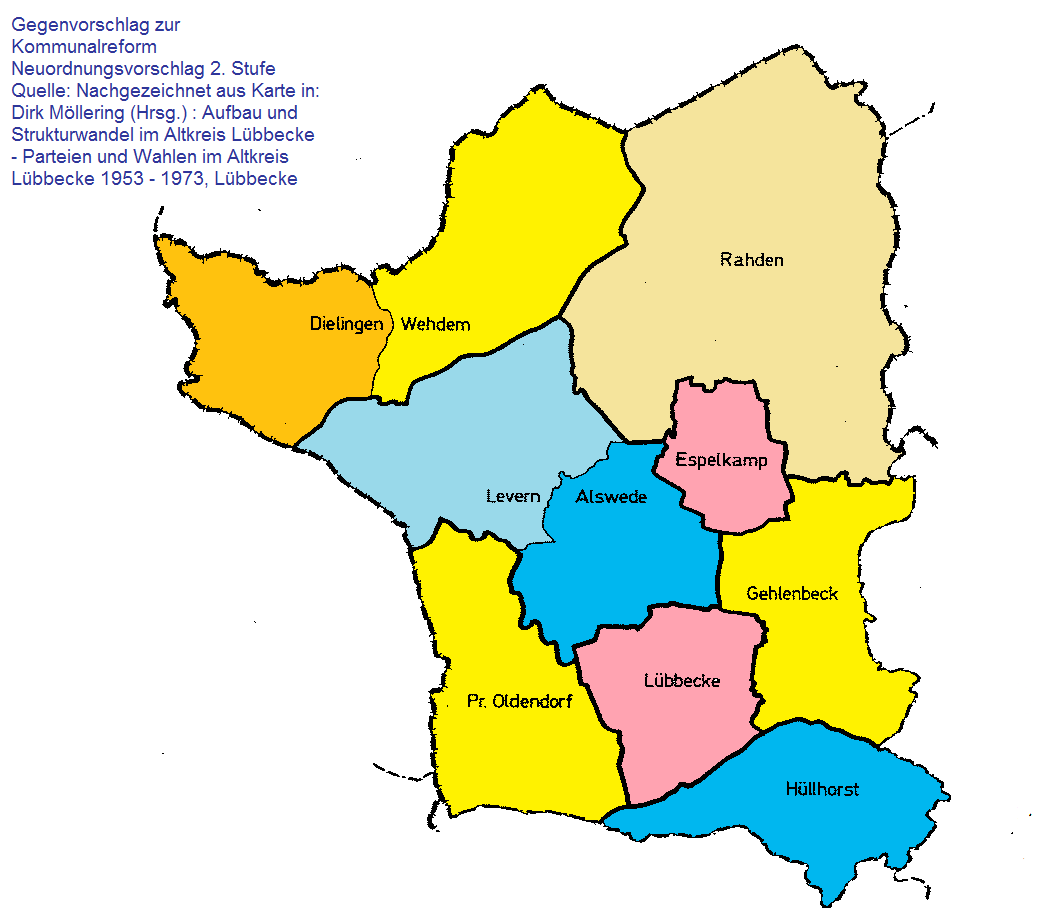
Vorschlag des Kreises Lübbecke zur kommunalen Gebietsreform: 2. Stufe

Die Vorschläge des Kreises Lübbecke zur Kommunal- und Kreisreform sahen als Gegenvorschläge eine Gebietskontinuität der Amtsgrenzen vor. Die Neugliederung der Gemeinden zu Großgemeinden sollte in zwei Schritten erfolgen. Zudem war nur eine moderate Vergrößerung der Städte Espelkamp und Lübbecke vorgesehen. Für Levern-Alswede und Dielingen-Wehdem war ein Sonderfall vorgesehen, da die jeweiligen Hauptortschaften an der Peripherie lagen, sollte die Verwaltung geteilt werden oder es sollten je zwei Teilgemeinden entstehen, ein Weg, den man später in der Gemeinde Stemwede gegangen ist, die heute aus drei Gemeindebezirken besteht.
Im Einzelnen sahen die vorgeschlagenen Stufen wie folgt aus:
In der ersten Stufe wollte man an einer größeren Zahl von Gemeinden festhalten, die überwiegend entsprechend den bisherigen Regelungen durch Ämter zusammengefasst werden sollten: Es waren folgende Verwaltungseinheiten geplant:
- Städte Espelkamp und Lübbecke
- Amt Hüllhorst (mit den Gemeinden Hüllhorst, Oberbauerschaft, Schnathorst)
- Amt Preußisch Oldendorf (mit den Gemeinden Preußisch Oldendorf, Holzhausen, Börninghausen)
- Amt Rahden (mit den Gemeinden Rahden, Varl, Wehe, Tonnenheide, Preußisch Ströhen)
- Amt Dielingen-Wehdem (mit den Gemeinden Dielingen, Haldem, Wehdem, Oppenwehe)
- Amt Gehlenbeck (mit den Gemeinden Gehlenbeck, Nettelstedt, Isenstedt, Frotheim)
- Amt Levern-Alswede (mit den Gemeinden Levern, Alswede)

Für die zweite Stufe der kommunalen Neuordnung war die Umwandlung der meisten Ämter in Einheitsgemeinden vorgesehen. Im Ergebnis sollte die Zahl der Gemeinden in der ersten Stufe von 50 auf 23 und dann in der zweiten Stufe weiter auf 10 reduziert werden. Nur für den Raum Dielingen-Wehdem und Levern-Alswede hielt man die Bildung von jeweils zwei Gemeinden unter der Klammer des Amtes auf Dauer für sinnvoll, da es den Ämtern Alswede-Levern und Dielingen-Wehdem an einem unumstrittenen Zentralort mangelte.

Nach der großen Gemeindereform zum 1. Januar 1973: ehemalige Gemeinden nunmehr nur noch Ortsteile im Altkreis Lübbecke
Vergleich der alten Amtsgrenzen (gelb) zu den neuen Gemeinde- und Ortsteilgrenzen (weiß)

### Einwohnerentwicklung
Die folgende Übersicht zeigt die Einwohnerzahlen des Kreises Rahden/Lübbecke nach dem jeweiligen Gebietsstand. Eine Änderung des Gebietsstandes ergab sich durch die Eingliederung einiger Gemeinden des aufgelösten Kreises Bünde zum 1. Januar 1832. Bei den Zahlen handelt es sich um Volkszählungsergebnisse oder deren Fortschreibung. Die Angaben beziehen sich ab 1871 sowie für 1946 auf die Ortsanwesende Bevölkerung und ab 1925 auf die Wohnbevölkerung. Vor 1871 wurden die Einwohnerzahlen nach uneinheitlichen Erhebungsverfahren ermittelt. In der zweiten Hälfte des 19. Jahrhunderts und nach dem Ersten Weltkrieg wanderten etwa 10.000 Bewohner des Kreises in die USA aus.
| Jahr            | Einwohner |
| --------------- | --------- |
| 1818 (31. Dez.) | 30.582    |
| 1822 (31. Dez.) | 33.763    |
| 1825 (31. Dez.) | 35.951    |
| 1831 (31. Dez.) | 39.005    |
| 1834 (31. Dez.) | 44.876    |
| 1837 (31. Dez.) | 46.543    |
| 1840 (31. Dez.) | 48.515    |
| 1843 (31. Dez.) | 49.479    |

| Jahr           | Einwohner |
| -------------- | --------- |
| 1846 (3. Dez.) | 49.343    |
| 1849 (3. Dez.) | 49.128    |
| 1852 (3. Dez.) | 50.249    |
| 1855 (3. Dez.) | 49.002    |
| 1858 (3. Dez.) | 48.045    |
| 1861 (3. Dez.) | 48.792    |
| 1864 (3. Dez.) | 49.566    |
| 1867 (3. Dez.) | 48.992    |

| Jahr           | Einwohner |
| -------------- | --------- |
| 1871 (1. Dez.) | 47.593    |
| 1880 (1. Dez.) | 47.928    |
| 1885 (1. Dez.) | 45.957    |
| 1890 (1. Dez.) | 46.877    |
| 1895 (1. Dez.) | 47.742    |
| 1900 (1. Dez.) | 49.103    |
| 1905 (1. Dez.) | 50.830    |
| 1910 (1. Dez.) | 53.546    |

| Jahr            | Einwohner |
| --------------- | --------- |
| 1925 (16. Juni) | 55.400    |
| 1933 (16. Juni) | 57.955    |
| 1939 (17. Mai)  | 58.771    |
| 1946 (29. Okt.) | 76.013    |
| 1950 (13. Sep.) | 79.110    |
| 1961 (6. Juni)  | 84.620    |
| 1970 (27. Mai)  | 91.762    |
| 1971 (31. Dez.) | 93.000    |

Bevölkerungsentwicklung im Kreis Lübbecke von 1818 bis 1970

1960 zählten 15.700 Vertriebene aufgrund des Zweiten Weltkrieges zur Bevölkerung des Kreises.

## Der Altkreis Lübbecke

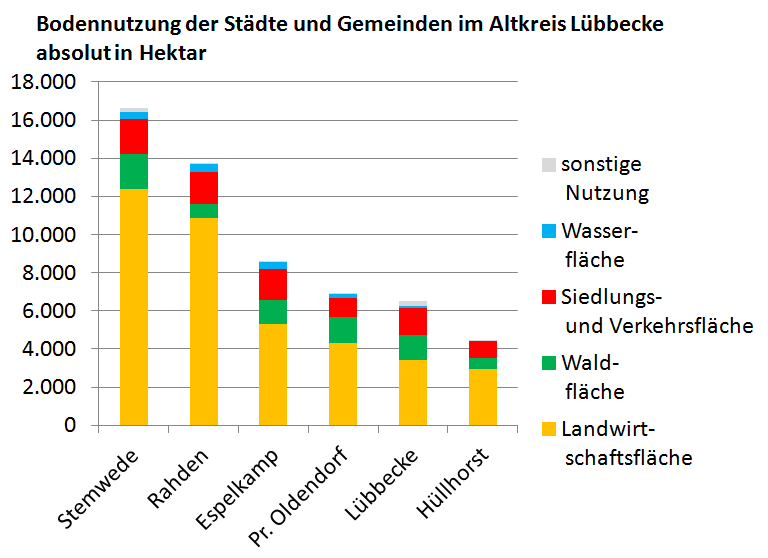
Absolute Bodennutzung im Altkreis Lübbecke

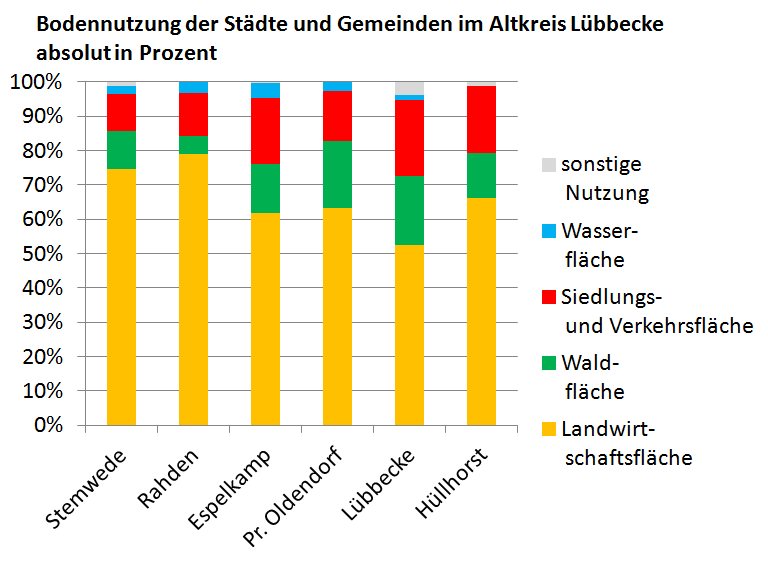
Relative Bodennutzung im Altkreis Lübbecke

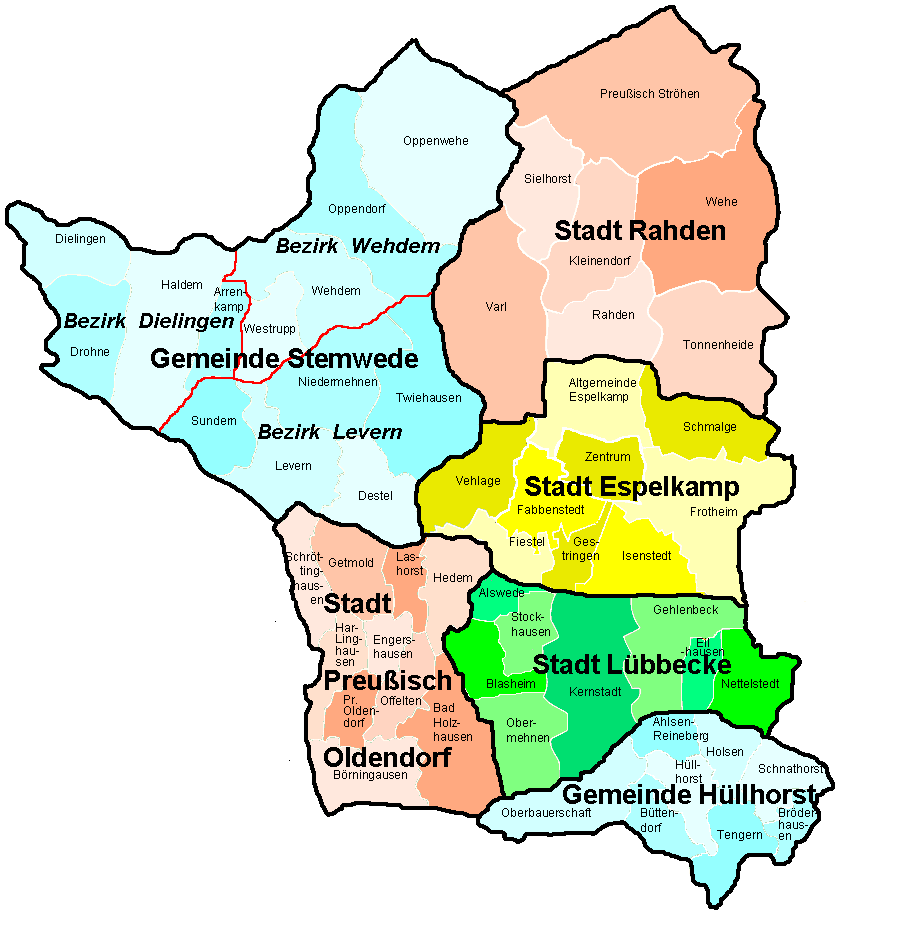
Gliederung des Altkreises ab 1973

Flächenmäßig sind die beiden Altkreise etwa gleich groß. Hinsichtlich des Umfangs der Wälder, landwirtschaftlichen Flächen und Gebirges dominiert der Altkreis Lübbecke (Flächenangaben in km²)

Das Gebiet des ehemaligen Kreises Lübbecke entspricht dem westlichen Teil des Kreises Minden-Lübbecke. Inoffiziell wird die Bezeichnung Altkreis Lübbecke verwendet, so zum Beispiel auf der Seite des Altkreises: „Der Altkreis-Lübbecke ist ein historischer gewachsener Kommunikationsraum im Kreis Minden-Lübbecke mit den Kommunen: Espelkamp, Hüllhorst, Lübbecke, Preußisch Oldendorf, Rahden, Stemwede.“
Bei der Zusammenlegung 1973 blieben die Kreisgrenzen in gewisser Weise unangetastet. Die ehemalige Grenze zwischen den Kreisen Minden und Lübbecke wird weitestgehend durch die Ostgrenze von Espelkamp, Lübbecke und Hüllhorst, bzw. die Westgrenze von Hille und Bad Oeynhausen beschrieben, an der ehemaligen Grenze zwischen den Altkreisen Minden und Lübbecke wurde keine Gemeindegrenze geändert. Eine Ausnahme bildet ein rund 5,3 Hektar umfassendes Gebiet im Wiehengebirge mit den Flurnamen Gäßchental und Oexmanns Busch, das ursprünglich zur Gemeinde Oberlübbe im Amt Dützen, also zum Kreis Minden gehörte, dann aber mit der Gebietsreform nicht an die neue Gemeinde Hille, sondern an die neue Stadt Lübbecke fiel. Das Gebiet besteht überwiegend aus Wald, nur in der Straße „Im Gäßchental“ sowie an der „Schnahorster Straße“ gibt es jeweils ein Gebäude, wobei nur das erste eine Einwohnerzahl von fünf Bewohnern aufweist.
Mit der Vereinigung der Kreise wurden Gebietskörperschaften zusammengelegt, die einerseits viele Ähnlichkeiten haben, andererseits aber auch signifikante Unterschiede aufweisen. Den Kreisteilen gemeinsam ist prinzipiell die natur- und kulturräumliche Gliederung mit einem Anteil an der Ravensberger Mulde im Süden und der flächenmäßig dominierenden Norddeutschen Tiefebene im Norden, getrennt durch das von Ost nach West querende Wiehen-/ Wesergebirge. Auch weisen beide Altkreise einen im Landes- und Bundesvergleich geringen Anteil von Waldflächen und einem entsprechend hohen Anteil landwirtschaftlicher Flächen auf. Ein augenscheinlicher Unterschied besteht im Grad der Verstädterung: Der Altkreis Minden weist in weiten Bereichen Kennzeichen eines Verdichtungsraumes auf, während der Altkreis Lübbecke eher ländlich geprägt und dünn besiedelt ist.
| Ausgewählte Strukturdaten im Vergleich | Einwohner/km² | Anzahl der Gemeinden | durchschnitt- liche Fläche pro Gemeinde | durchschnitt- liche Einwohner pro Gemeinde | Flächenanteil Ravensberger Hügelland | Waldflächen- anteil im jeweiligen Gebiet | Anteil- landwirtschaftl. Flächen im jeweiligen Gebiet | Arbeitslosenquote- Stand März 2015 |
| -------------------------------------- | ------------- | -------------------- | --------------------------------------- | ------------------------------------------ | ------------------------------------ | ---------------------------------------- | ----------------------------------------------------- | ---------------------------------- |
| Kreis Minden-Lübbecke                  | 274           | 11                   | 104,7 km²                               | 28.708                                     | 14,0 %                               | 11,2 %                                   | 65,7 %                                                | 5,9 %                              |
| Altkreis Lübbecke                      | 190           | 06                   | 094,1 km²                               | 17.877                                     | 06,3 %                               | 12,4 %                                   | 69,6 %                                                | 4,6 %                              |
| Altkreis Minden                        | 355           | 05                   | 117,5 km²                               | 41.704                                     | 21,5 %                               | 10,0 %                                   | 62,2 %                                                | 6,6 %                              |
| OWL                                    | 314           | 70                   | 093,1 km²                               | 29.294                                     | –                                    | 21,0 %                                   | 67,0 %                                                | 6,8 %                              |
| NRW                                    | 524           | 394                  | 086,5 km²                               | 45.362                                     | –                                    | 26,7 %                                   | 49,2 %                                                | 8,2 %                              |
| Deutschland                            | 227           | 11.091               | 032,2 km²                               | 07.321                                     | 00,29 %                              | 32 %                                     | ca. 50 %                                              | 6,8 %                              |

Das ehemalige Kreisgebiet gliedert sich in die Städte Lübbecke, Espelkamp, Preußisch Oldendorf und Rahden sowie die Gemeinden Hüllhorst und Stemwede. Der Altkreis Lübbecke hat rund 107.300 Einwohner (Stand: 2009) auf einer Fläche von rund 565 km², was einer durchschnittlichen Bevölkerungsdichte von 190 Einwohnern je km² entspricht. Sein Gebiet umfasst fast 49 % der Fläche und beherbergt etwa 34 % der Bewohner des Kreises Minden-Lübbecke.

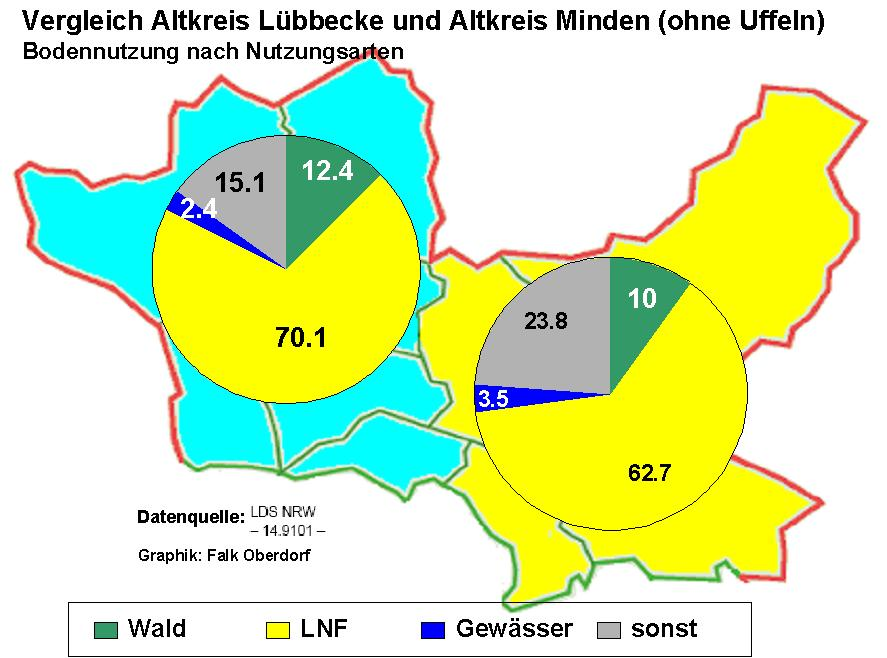
Vergleich der Bodennutzung der Altkreise Lübbecke und Minden

Die Grenzen des Altkreises Lübbecke bestehen weiterhin bei
- dem Evangelischen Kirchenkreis Lübbecke (räumlich bis auf kleine Abweichungen[23] identisch mit dem Altkreis),
- der Fußball-Kreisliga,
- dem DRK Kreisverband Altkreis Lübbecke,
- dem Schützenkreis Lübbecke,
- der Volkshochschule Altkreis Lübbecke,
- der Bezeichnung Volksbank Lübbecker Land
- sowie den Lokalausgaben des Westfalen-Blattes („Lübbecker Kreiszeitung“) und der Neuen Westfälischen.
- dem Zuständigkeitsbereich der Geschäftsstelle Lübbecke der Agentur für Arbeit Herford.

In Lübbecke erinnert die Kreishausstraße an den früheren Sitz der Kreisverwaltung. Daneben gibt es in Lübbecke mit einem Finanzamt und einer Zulassungsstelle des Straßenverkehrsamtes weiterhin Institutionen einer Kreisstadt.

## Wirtschaft und Infrastruktur

### Verkehr
Der Kreis wurde von keiner Autobahn berührt, die nächstliegenden waren die A 1 mit einer Entfernung von etwa 30 km, die A 2 mit etwa 15 km Entfernung und die A 30 mit einer Entfernung von etwa 5 km.
Der Kreis wurde durch die Bundesstraßen 51, 65 und 239 sowie durch mehrere Kreisstraßen erschlossen.

## Politik

### Ergebnisse der Kreistagswahlen ab 1946
In der Liste werden nur Parteien und Wählergemeinschaften aufgeführt, die mindestens zwei Prozent der Stimmen bei der jeweiligen Wahl erhalten haben.
Stimmenanteile der Parteien in Prozent
| Jahr   | SPD  | CDU  | FDP  | BHE |
| ------ | ---- | ---- | ---- | --- |
| 1946   | 36,7 | 61,5 |      |     |
| 119481 | 42,1 | 50,3 | 03,8 |     |
| 1952   | 40,0 | 31,8 | 22,8 | 3,2 |
| 1956   | 42,1 | 35,0 | 18,3 | 4,1 |
| 1961   | 41,8 | 36,1 | 18,3 | 3,3 |
| 1964   | 46,7 | 36,3 | 17,0 |     |
| 219692 | 44,7 | 40,7 | 09,6 |     |

Fußnoten
1 1948: zusätzlich: KPD: 2,6 %

2 1969: zusätzlich: NPD: 4,98 %

### Landräte
Die Landräte des Kreises Rahden bzw. Lübbecke waren:
- 1817–1838 Georg von dem Bussche gen. von Münch
- 1838–1870 Adolf von der Horst
- 1871–1894 Ferdinand von Oheimb (Bruder von Alexander von Oheimb) (1857, 1869–1871 bereits kommissarisch)
- 1895–1917 Wilhelm von Ledebur
- 1918–1945 Kurt von Borries (1938–1939 Vertretung: Friedrich Hueter)
- 1945–1946 Otto Watermann
- 1946–1954 Heinrich Berg (CDU)
- 1954–1958 Gustav Niermann (CDU)
- 1958–1961 Heinrich Kosynowski (FDP)
- 1961–1969 Heinrich Schumacher (CDU)
- 1969–1972 Hermann Struckmeier (CDU)

### Oberkreisdirektoren
Die Oberkreisdirektoren des Kreises Lübbecke waren:
- 1946–1952 Gustav Galle
- 1952–1967 Ernst Huchzermeyer
- 1967–1972 Rolf Momburg

### Wappen
Altes Wappen des Landkreises Lübbecke von 1935 bis 1968:
| Wappen des Landkreises Lübbecke | Blasonierung: „In silbernem Schilde ein bis zum Schildhaupt hochgezogener mit einem silbernen Wellenbalken belegter roter Dreiberg.“ |
| Wappen des Landkreises Lübbecke | Wappenbegründung: Der Wellenbalken deutet auf die etymologische Bedeutung von Lübbecke hin, was sich von Hlid beki (Beki meint Bach) ableitet. Die Wappenfarben sind die Farben sowohl des Hochstifts Minden als auch der Grafschaft Ravensberg. Dieses Wappen wurde 1935 durch das preußische Staatsministerium genehmigt. |

Neues Wappen des Kreises Lübbecke von 1968 bis 1972:
| Wappen des Kreises Lübbecke | Blasonierung: „In einem silbernen Schild ein zinnenbewehrter Turm aus blauem Mauerwerk auf rotem Dreiberg, der mit zwei silbernen, gekreuzten Schlüssel mit abgewendeten Barten belegt ist.“ |
| Wappen des Kreises Lübbecke | Wappenbegründung: Turm und Dreiberg symbolisieren den Limberg und die Burg auf dem Limberg. Diese Symbole stehen für die Gebiete der ehemaligen Grafschaft Ravensberg, die im Amt Limberg zusammengefasst waren und später den südwestlichen Teil des Kreises Lübbecke ausmachten. Schlüssel und rotes Feld stehen für die restlichen Teile des Kreises, die ehemals dem Fürstentum Minden zugehörig waren. Die Schlüssel auf rotem (mindischen) Grund finden sich auch im Wappen der Bischöfe von Minden, der Stadt Minden sowie im Wappen des Kreises Minden-Lübbecke. Auch letzteres kombiniert Symbole der Grafschaft Ravensberg und des Fürstentum Mindens. Die Schlüssel symbolisieren die Schlüssel des Heiligen Petrus. |

## Kfz-Kennzeichen

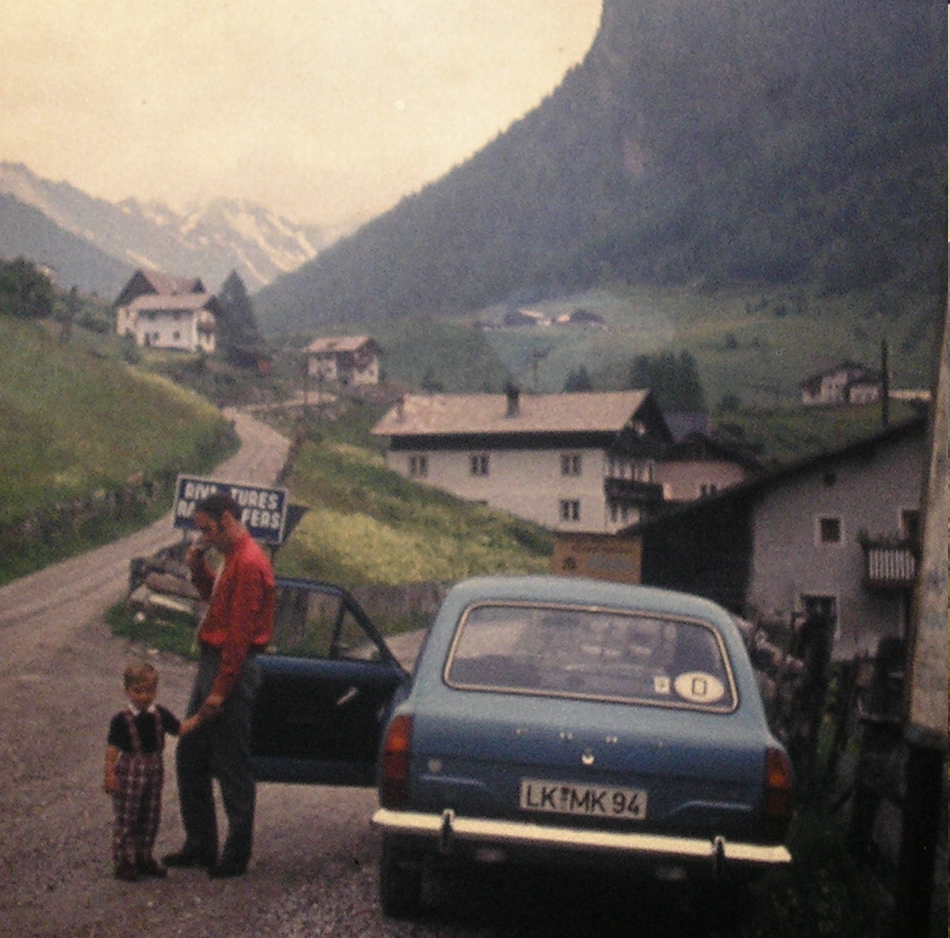
Einst war das Kennzeichen LK europaweit zu sehen, wie hier 1972 in Südtirol

Am 1. Juli 1956 wurde dem damaligen Landkreis bei der Einführung der Kfz-Kennzeichen das Unterscheidungszeichen LK zugewiesen. Es wurde bis zum 31. Dezember 1972 ausgegeben.
Vereinzelt tragen Fahrzeuge noch dieses Kennzeichen, überwiegend land- und forstwirtschaftlich genutzte Fahrzeuge und Anhänger. Im Jahre 2011 waren im Altkreis noch 1074 gültige Kfz-Kennzeichen mit dem Kürzel LK vorhanden.
In der Diskussion um die zum 1. November 2012 eingeführte Kennzeichenliberalisierung sprachen sich Lokalpolitiker des Lübbecker Landes, wie z. B. der Bürgermeister der Stadt Lübbecke, dafür aus, auch für den Altkreis Lübbecke dessen Kennzeichen wieder einzuführen. Der Kreisausschuss des Kreises Minden-Lübbecke lehnte einen entsprechenden Antrag allerdings bereits im Februar 2012 ab. Die Bürgerinitiative Pro LK-Kennzeichen setzt sich weiter für die Wiedereinführung ein. Eine entsprechende Unterschriftenaktion wurde für Anfang 2013 angekündigt.
Am 25. März 2025 wurde im Kreistag einstimmig für die Wiedereinführung des Kfz-Kennzeichen LK votiert. Somit ist das LK-Kennzeichen am 12. Mai 2025 zurückgekehrt.

## Sieben für den regionalen Tourismus
Die Städte und Gemeinden im Westen des Kreises Minden-Lübbecke, sprich die Kommunen des Altkreises Lübbecke und die Gemeinde Hille aus dem Altkreis Minden haben im Sommer 2020 zusammen ein neues Kapitel interkommunaler Zusammenarbeit aufgeschlagen. Mit der Gründung des Vereins Tourismusverband Sieben wollen Espelkamp, Hille, Hüllhorst, Lübbecke, Preußisch Oldendorf, Rahden und Stemwede künftig gemeinsames Tourismusmarketing betreiben und das Lübbecker Land zu einer Ausflugs- und Wochenenddestination entwickeln.
Bemerkenswert hierbei ist, dass es gelang die Gemeinde Hille zu gewinnen, die sich nun im Tourismusmarketing nach außen als zum „Lübbecker Land“ zugehörig bezeichnet. Hierdurch konnte das Übergewicht des Altkreises Minden deutlich abgeschwächt werden, obschon freilich die verbliebenen Städte des Altkreises Minden noch immer deutlich mehr als die Hälfte der Bewohner ausmachen.

## Arbeitslosigkeit
Der Altkreis Lübbecke, kongruent mit dem Zuständigkeitsbereich der Geschäftsstelle Lübbecke des Arbeitsamtsbezirkes Herford, weist traditionell die niedrigste Arbeitslosenquote OWLs auf, die sich z. B. 2013 und 2014 zwischen 4,3 und maximal 4,7 Prozent bewegte.